# Adrienne von Speyr
Adrienne von Speyr (La Chaux-de-Fonds, 20 settembre 1902 – Basilea, 17 settembre 1967) è stata una mistica, medico e scrittrice svizzera, legata al teologo Hans Urs von Balthasar da un fecondo rapporto di collaborazione, che ella coltivò a partire dalla propria conversione al cattolicesimo nel 1940.
Con Balthasar, suo direttore spirituale e stenografo, al quale dettò gran parte delle proprie opere, raccolte in oltre sessanta libri, diede vita al progetto editoriale della Johannes Verlag e a un istituto secolare: la Comunità di San Giovanni.
La sua teologia mistica, influenzata dall'incontro spirituale con il religioso spagnolo Ignazio di Loyola (1491-1556) – e connotata da una sensibilità giovannea verso il mistero trinitario, che l'autrice riattualizzò entro l'ottica ecclesiale – si caratterizza altresì per l'impronta mariana e per le sue esperienze carismatiche della Settimana santa, incentrate sulla discesa di Cristo agli inferi.
Fu tra le prime donne elvetiche ammesse alla professione medica, anche a costo di sacrifici personali. Sposò lo storico Emil Dürr e rimasta vedova si rimaritò con Werner Kaegi, ex allievo di Dürr.

## Biografia

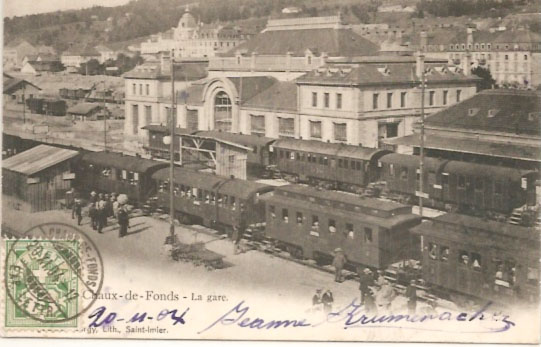
La Chaux-de-Fonds nel 1904

### Infanzia
Adrienne von Speyr nasce nel 1902 a La Chaux-de-Fonds, città montana della Svizzera romanda lungo il massiccio del Giura, seconda dei quattro figli di Laure Girard e dell'oculista basilese Theodor von Speyr. La madre proviene da un casato di orologiai e gioiellieri di successo; il padre ha fra i suoi antenati fonditori di campane e pittori d'arte sacra. I due figli minori, Wilhelm e Theodor, diventeranno rispettivamente medico e direttore di banca, mentre la maggiore, Helen, è la preferita della madre. La famiglia, di religione protestante, è agiata ma di rigidi costumi: i figli, crescendo sotto l'egida di una bambinaia, possono vedere i genitori quasi solamente a pranzo, dove è concesso loro di parlare unicamente se interrogati. I von Speyr hanno un motto, "Fare senza dire" (Faire sans dire), che Adrienne terrà sempre in considerazione, iniziando le proprie memorie Dalla mia vita con il ricordo di come sua madre, d'indole vivace, si sforzasse di tacere durante le ore che il marito poteva trascorrerle vicino. D'altra parte, alla fanciulla tocca abitualmente, prima della buonanotte, una ramanzina della madre, basata sulle "mancanze" riferite dalla bambinaia.

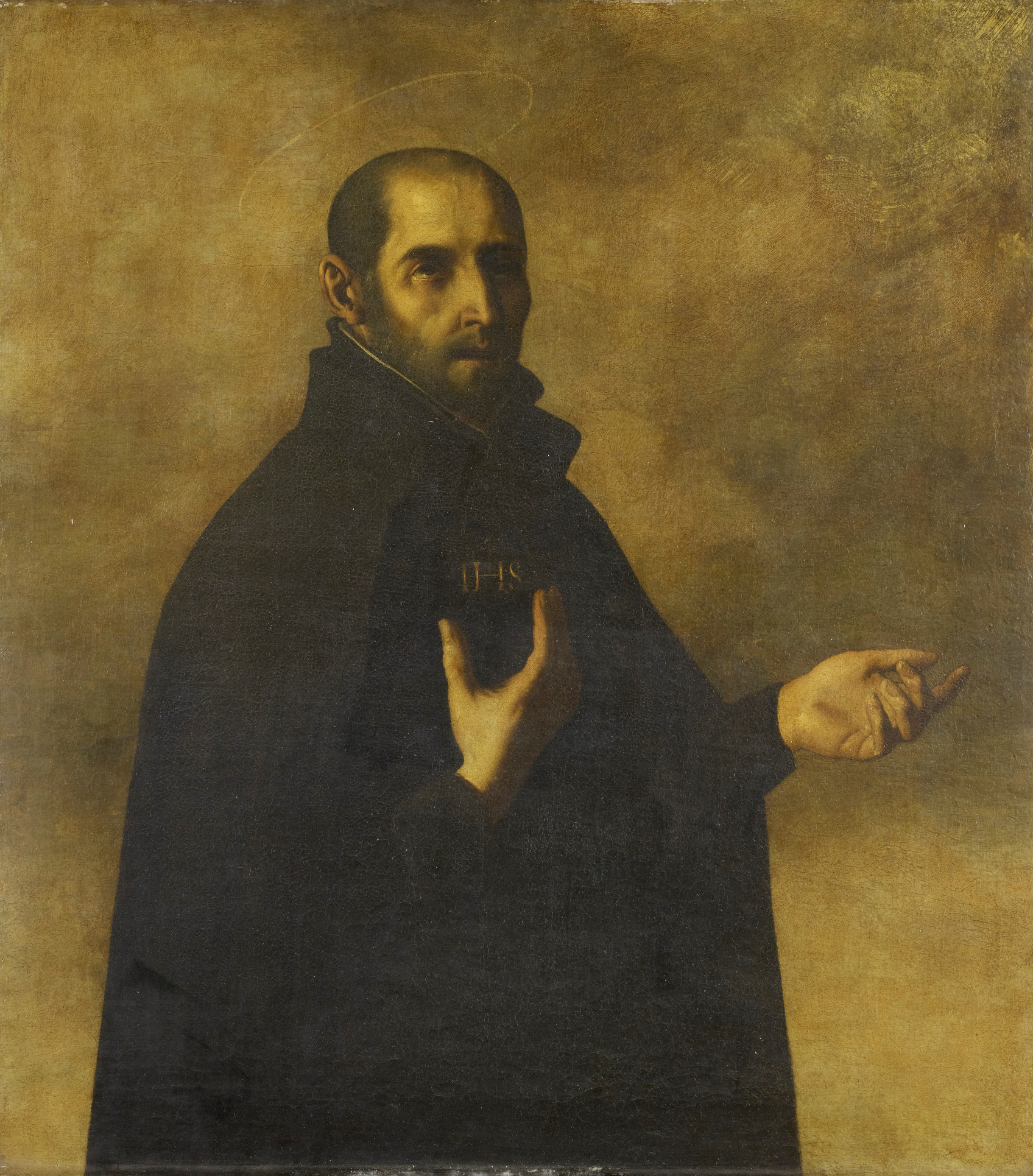
Ignazio di Loyola in un dipinto di Zurbarán

A sei anni, mentre cammina da sola per strada nel Natale del 1908, ha un fugace incontro con un pover'uomo che la prende per mano e le chiede se vuole andare con lui. La bambina, spaventata, rifiuta e si allontana, ma successivamente penserà che avrebbe fatto meglio ad accettare, ritenendo che quell'individuo fosse Ignazio di Loyola, il fondatore dei gesuiti vissuto quattro secoli prima. Un altro episodio significativo della sua fanciullezza, che ne illustra anche il rapporto con la madre, è quando, a Capodanno del 1911, mentre è in giro da sola, viene travolta in pieno da un cavallo e dalla sua slitta, sotto l'occhio dei passanti, ma rimane illesa e torna subito a casa, dove soltanto in serata la famiglia viene a sapere, dai cronisti, dell'incidente, che l'indomani viene narrato dal giornale. Alla bambina, però, non viene permesso di leggerlo, e ne scoprirà il motivo a distanza di anni: l'articolo parlava di una "incantevole piccola" e sua madre non voleva che si insuperbisse.
Ella coltiva già dall'infanzia il proposito di dedicarsi alla cura dei sofferenti, con una speciale attenzione ai poveri, per seguire le orme del padre medico, volendo aiutare come lui le persone. Un esempio di tale proposito è quando, gironzolando d'inverno nel quartiere dei poveri, si avvicina a un ubriaco che urla da solo, e lo prende per mano tentando di calmarlo, ma questi le risponde di tornare a casa e riferire a suo padre di non lasciarla più girare così.
«La neve cadeva pesante, approfondiva il silenzio, veniva immediatamente dal cielo e portava con sé un mistero inesplicabile. Qualche fiocco restava appeso alla finestra e sembrava una piccola stella piena di luce. Altri cadevano sul davanzale e coprivano lentamente le briciole che aspettavano gli uccelli. Una volta pregai la nonna: "Nonna, raccontami anche una storia del cielo. [...] Perché la neve viene di lassù e dice sicuramente che in cielo è tutto bianco"».
Da bambina trascorre spesso il pomeriggio dalla nonna materna, che le permette di stare in silenzio vicino alla finestra, onde apprenda a fare raccoglimento e a risolvere da sé i problemi; oppure, se interrogata, risponde prontamente a ogni domanda della nipote, e le racconta storie illuminanti. La nonna rappresenta per lei una figura di riferimento, insieme con il padre, e ha un ruolo decisivo nello sviluppo umano e spirituale della ragazza. Quando, nel 1913, l'anziana muore, Adrienne si chiude in sé stessa per il dolore.

### Adolescenza
Nel corso dell'adolescenza legge più volte una biografia dell'infermiera Florence Nightingale e un libro di Noëlle Roger, Docteur Germaine, sulle difficoltà familiari di una dottoressa che infine rinuncia a esercitare la professione medica. Qualche anno dopo, mentre impara il russo, legge Fëdor Dostoevskij, sulla cui idea della verità terrà una conferenza ad altre giovani, e tutti gli scritti di Victor Hugo.
Benché la madre sia contraria, suo padre acconsente a che la figlia segua il ginnasio, dov'ella si applica con entusiasmo e profitto, aspirando a diventare dottoressa. Trascorsi due anni, però, sua madre riesce a toglierla dal ginnasio, preoccupata di veder la figlia circondata da ragazzi, e per la stranezza del suo intento – come donna, a quell'epoca – di studiare medicina. Adrienne frequenta per un anno, con tristezza, la scuola superiore femminile, ma continua a studiare di nascosto anche le materie del ginnasio, per tenersi in pari. Così, nell'inverno del 1917, prende l'abitudine di svegliarsi ogni notte verso l'una, per studiare greco e latino due ore, facendo poi molta fatica ad alzarsi al mattino. Una volta il padre la sorprende, in piena notte e al gelo, mentre impara vocaboli di greco, allora le permette di tornare al ginnasio, dove viene accolta trionfalmente dai compagni: è l'unica ragazza, ed è considerata esemplare in quanto a tempra, oltreché per il suo humour. In un'occasione, per esempio, l'insegnante di geografia colpisce in faccia, con una riga, un proprio alunno. Adrienne interviene, lo prende per il collo e, volgendo il docente verso la classe, chiede: "Avete mai visto un vile? Eccolo qui".
In tali occasioni (già alle elementari aveva tirato un forte schiaffo alla maestra, dopo che questa aveva picchiato un'alunna) suo padre si mostrava comprensivo, appurato che la figlia avesse difeso un compagno, e rispondeva: "Queste cose andranno male ancora; benissimo".
Nel novembre del 1917 si sveglia una mattina con una lunga visione, in camera propria, della Madonna circondata da angeli. Tali figure le appaiono come in un quadro, sulla parete, ma nel contempo risultano a lei "vive", in movimento, e non le trasmettono spavento, bensì meraviglia e gioia. Fra loro, la giovane riconosce anche Ignazio e altri santi. Da allora, ella avrebbe custodito una ferita sul cuore, sotto il seno, come simbolo d'intima appartenenza a Dio, identificando in seguito, tra le figure viste, il suo direttore spirituale Balthasar, convinta che la ferita fosse stata preparatoria dell'incontro avuto con lui.
A questa fervida vita interiore – di cui fanno parte, stando al racconto che ne farà in seguito, le esortazioni alla pazienza che la giovane riceve segretamente da un angelo – si contrappone un rapporto assai teso con la madre, che la considera una figlia "fallita", continuamente fonte di preoccupazioni, a cominciare dal travagliato parto. Mentre sua sorella maggiore la tiranneggiava, sua madre si chiedeva spesso se non avessero scambiato la minore nella culla, perché era diversa in tutto dagli altri membri della famiglia, e Adrienne ricorderà ad esempio che, all'età di quattordici anni, sua mamma la definiva, quasi ogni giorno, "brutta in maniera ripugnante". Eppure, già dalla prima giovinezza, la ragazza suscitava grande fascino, e scherzosamente affermerà di aver avuto tanti ammiratori da poterne sposare, se avesse voluto, uno alla settimana.

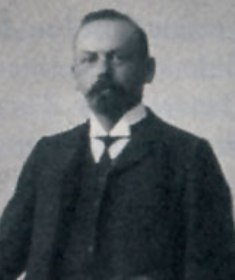
Suo padre Theodor

Nel febbraio del 1918 suo padre, in procinto di assumere una cattedra a Basilea, muore per una perforazione allo stomaco, mentre ella si stava preparando al suo primo ballo, dopo essersi fatta consigliare, proprio dal padre, di quale dei tanti cavalieri dovesse accettare l'invito. La madre, che ora le proibisce di vedere il padre morto, si era rifiutata di far venire un chirurgo da fuori città, e quello che lo aveva visitato era incorso in una diagnosi errata, sottovalutando il problema, come poi dimostrato dall'autopsia. Le ultime parole che il padre, la sera prima di morire, aveva rivolto alla figlia, erano state: "Grazie di tutto, mia piccola; la vita non è facile per te, ma rimani come sei". In primavera, avendo ricevuto delle avance da un medico che era conoscente del padre – ed è corteggiatore della madre – la giovane è presa da un tale disgusto che per la prima volta ha la tentazione, non attuata, di togliersi la vita.
Sebbene la famiglia venga aiutata economicamente dai parenti, sua madre licenzia la domestica e Adrienne si sobbarca i lavori di casa. Per accontentare la madre, frequenta oltre al ginnasio la scuola commerciale, e non smette di lavorare nonostante la febbre, finché viene ricoverata nel sanatorio di Langenbruck per una forma avanzata di tubercolosi. In estate, un medico le comunica che non ha speranza di sopravvivere fino alla successiva primavera. Pare invece resistere, e allora viene trasferita a Leysin, dove rimane in cura due anni. Presso lo chalet Espérance organizza conferenze su argomenti filosofici e religiosi, mentre la madre sembra averla dimenticata, e nemmeno i cugini che versano la retta al sanatorio paiono interessarsi a lei, tanto che la ragazza non si vede assistita nelle esigenze primarie e, come scriverà, apprende "nel più profondo di me stessa cosa significa essere un mendicante".

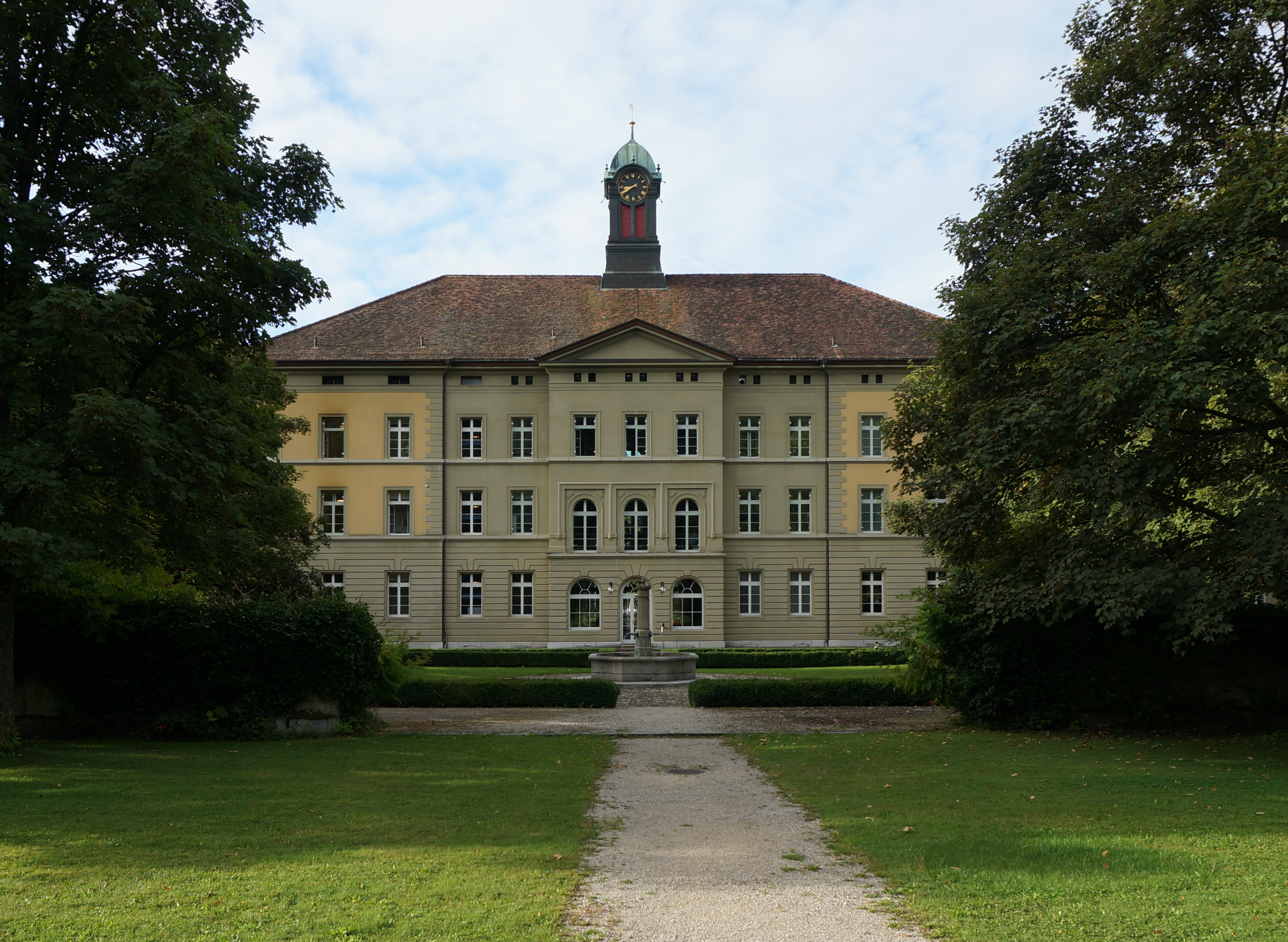
L'edificio centrale della Waldau

Non ancora del tutto guarita, alla fine del 1920 segue un corso da infermiera, temendo che la sua fragile salute non le avrebbe permesso di diventare dottoressa, nell'ospedale delle diaconesse di Saint-Loup, circondata da una spiritualità protestante verso la quale si sente estranea. Assistendo per la prima volta a un intervento chirurgico, ella sviene, perciò – appena rinvenuta – viene costretta, per imparare a concentrarsi, a tenere alzata la gamba di un uomo, operato alla zona genitale, durante un altro intervento, avvertita di quanto sarebbe pericoloso lasciare la presa. In seguito il sovraccarico di lavoro le produce una ricaduta, sicché trascorre sei mesi di riposo alla Waldau, la clinica psichiatrica bernese diretta da suo zio, Wilhelm von Speyr, dove ha passato sin da bambina dei periodi di ferie, intrattenendosi nel grande giardino e familiarizzando con i pazienti. Qui conosce lo psichiatra Oscar Forel e la sua famiglia, con cui entra in confidenza.

### Studi a Basilea
A causa della malattia perde tre anni di presenza al ginnasio, ma ciò non le impedisce, finalmente guarita, di riprenderne la frequenza. Dall'agosto del 1921, nonostante abbia scarsa dimestichezza col tedesco, si adatta a vivere e studiare a Basilea, dove la madre si è trasferita in compagnia degli altri figli. Nella città renana fa amicizia col filosofo Heinrich Barth, fratello del teologo Karl Barth, e con la logopedista Eva Bernoulli. Nello stesso periodo prende lezioni di pianoforte, per la cui pratica le vengono chieste tre ore almeno di esercizio quotidiano. Diventa inoltre confidente del rettore scolastico, e consigliera per le proprie coetanee. Segue in proposito, con fatica, una dozzina di sermoni alla chiesa di San Matteo, dove predica il padre di una sua amica di scuola, poiché questa le ha confidato di non andare d'accordo con lui, e Adrienne vuole capire come aiutarla; infine le suggerisce, semplicemente, di andare a passeggio col genitore un pomeriggio intero, e la compagna le fa sapere: "Mi hai restituito mio padre, grazie!" Benché la sua giovinezza sia ricca di esempi, come questo, di interesse verso i bisogni altrui, Adrienne subisce un giorno una scenata della madre, che la pone di fronte all'idea di non aver compiuto ancora nulla di concreto nella vita, cosicché la ragazza medita di gettarsi nel Reno, dal ponte della ferrovia. Mentre fissa i vortici del fiume, si convince che la decisione è irrevocabile, ma un improvviso raccapriccio la distoglie da essa, facendogliela apparire vile. Torna dunque a casa, dove non fa parola con nessuno, ma apprende dalla sorella Helen che proprio quel pomeriggio una donna si è gettata nel fiume dal ponte ferroviario, venendo ripescata morta.
Conseguita la maturità in appena un anno e mezzo dalla guarigione, intraprende lo studio della medicina, per quanto sua madre la preghi di desistere, avendo in mente per lei un impiego come segretaria in banca, affinché guadagni lo stipendio, e poiché intende farla sposare con un impiegato bancario. La delusione della madre, alla fine, è tale che per molte settimane non rivolge la parola ad Adrienne, e proibisce agli altri figli di farlo.
Sebbene in questo periodo la musica rappresenti per lei una strada verso Dio, che le appare sempre più lontano e distaccato, la giovane rinuncia a suonare il pianoforte e comincia a dare lezioni private fino a tarda notte, dal momento che i parenti rifiutano di pagarle gli studi.

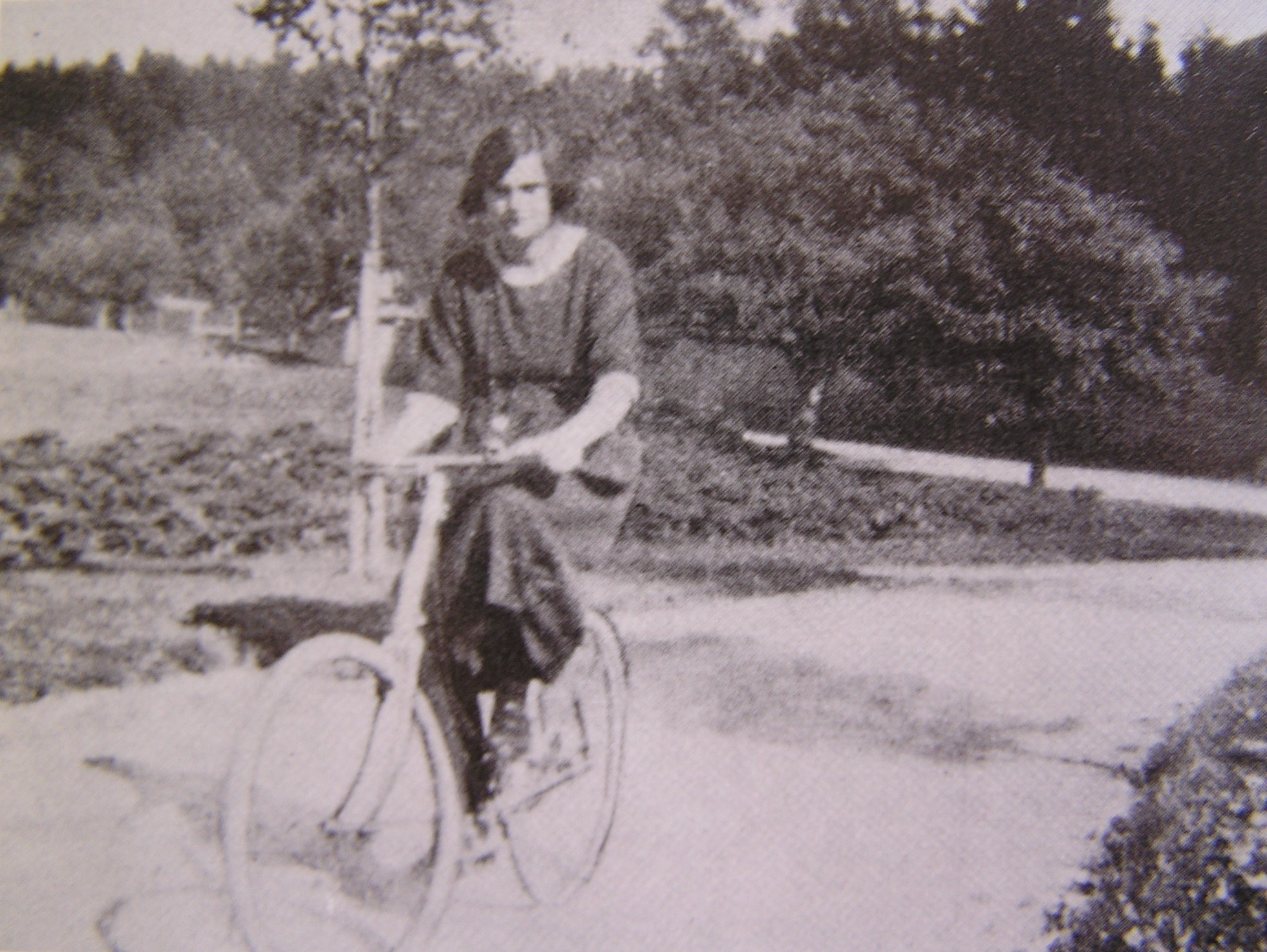
Adrienne in bicicletta nell'estate 1924

La sala di anatomia le suscita inizialmente ripugnanza, ma la supera pregando per i defunti di cui deve sezionare i corpi. All'Università di Basilea segue, fra le altre, le lezioni di Friedrich Zschokke e del suo assistente Adolf Portmann, di Rudolf Stähelin e Robert Doerr, oltreché quelle di Gerhard Hotz e del suo allievo Franz Merke. La giovane instaura con Portmann e Merke un'intensa amicizia.
Durante l'estate del 1924 compie da sola, a mo' di vacanza, un giro della Svizzera in bicicletta. A distanza di due anni, nel 1926, trascorre invece le ferie estive come assistente in ospedale, dopo averne fatto richiesta a Gerhard Hotz, che nella stessa occasione le fa promettere di non rinunciare alla medicina per niente al mondo. Ella sta infatti avendo dei ripensamenti dopo che un altro docente, Kurt von Neergard, ha causato di fronte a lei e ad altri studenti la morte improvvisa di un paziente, iniettandogli cocaina anziché novocaina, e accollando poi la colpa all'infermiera. Adrienne tenta di convincerlo ad assumersi le proprie responsabilità, finché, appurato che questi non intende farlo, boicotta le sue lezioni a lungo, tanto che Neergard si trova infine costretto a rinunciare alla cattedra di Basilea. Nel frattempo Hotz muore prematuramente, e Adrienne ne rimane profondamente toccata.
Ella è inoltre alle prese con un corteggiatore molesto, il suo compagno di università Guénin, che continua a farsi avanti benché la giovane si prodighi a cacciarlo, non supportata però dalla madre, speranzosa che la figlia lo sposi. Guénin continuerà a perseguitare Adrienne per anni, in maniera ciclica, pur quando lei sposerà Emil Dürr.
La sua autobiografia Dalla mia vita si conclude tornando con la mente al 1º agosto 1926, quando Franz Merke le chiese se poteva restare con lui quella sera in ambulatorio, dato che tutti gli altri intendevano andare a una festa. Il "sì", pronunciato in tale occasione, le sarebbe apparso in seguito di enorme importanza, per il senso di responsabilità di cui la investiva un suo insegnante, sicché, in continuazione di quel legame, ella avrebbe scelto più tardi proprio Merke come padrino di battesimo.

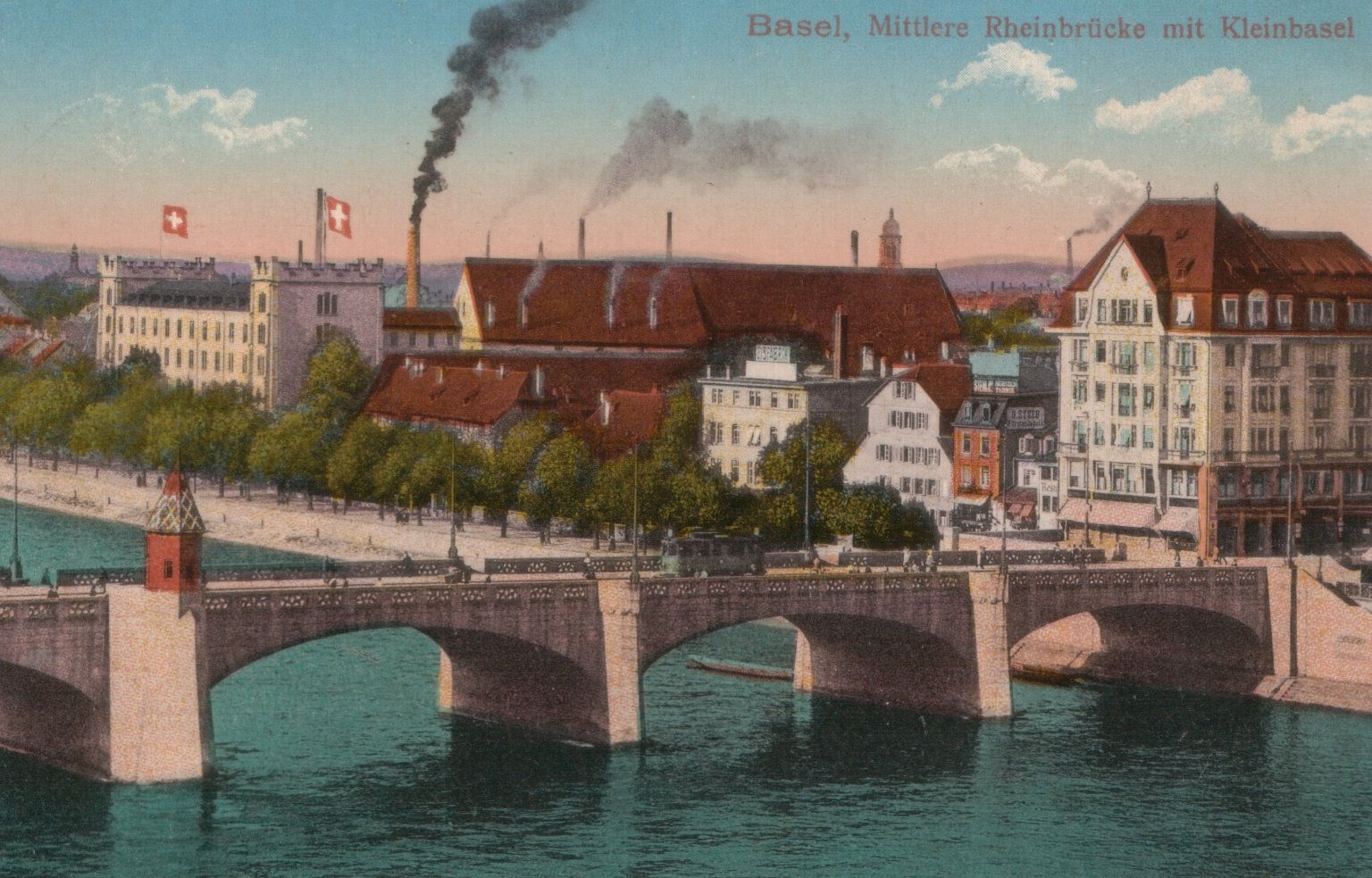
Basilea e il ponte di mezzo (Mittlere Brücke) in una cartolina dell'epoca

### Medico e moglie
Superato l'esame di Stato nel 1928, svolge la professione dapprima in ospedale e poi, dal 1931, in un ambulatorio privato, costantemente affollato, presso il "ponte di mezzo" sul Reno, a Basilea, dove nel corso dei decenni andrà crescendo la sua fama, oltre che di medico, di taumaturga. Ne verrà dipinto il quadro di dottoressa eroica, alle prese con sessanta e più pazienti al giorno, attenta ai loro mali, non solo fisici, bensì morali: impegnata a dissuadere i coniugi dalla separazione, nonché le donne – a centinaia – dalla volontà di abortire, con un interesse spiccato verso le ragazze madri e i poveri, i quali rappresentavano la maggioranza e ricevevano cure gratuite. Lascerà vari scritti sull'etica medica e sul rapporto con il paziente, trattando scrupolosamente anche problematiche attinenti alla sfera sessuale. È ritenuta da alcune fonti la "prima donna a esercitare la professione di medico in Svizzera" o la "prima donna svizzera ammessa alla professione", sebbene vi sia almeno il caso, degno di nota, della dottoressa russo-svizzera Charlotte Olivier, celebre per il suo impegno contro la tubercolosi, la quale, avendo fondato lo chalet Espérance ed essendo cugina della Speyr, si era occupata di lei a Leysin.
Nel 1927 sposa Emil Dürr, docente di storia, vedovo con due figli piccoli, conosciuto nello stesso anno durante una vacanza estiva a San Bernardino. In seguito alla morte di Dürr, nel 1934, ella si trova nuovamente a un passo dal suicidio, ma il suo ex insegnante Franz Merke la distoglie da tale proposito. Rimasta sola con i due figliastri – il cui nonno, Adolf Baumgartner, ha avuto Nietzsche e Burckhardt per amici – nel 1936 si rimarita con Werner Kaegi, che era stato allievo e assistente di Dürr, e ora insegna presso la medesima cattedra all'Università di Basilea.
Per la Speyr non era ammissibile una terza strada fra vita religiosa e matrimonio, ovvero non concepiva teologicamente lo status dei non sposati, come argomentato nelle Lettere sull'amore e il matrimonio (tema poi ripreso ne Gli stati di vita del cristiano, che porta l'identico titolo di un'opera balthasariana); inoltre la cerchia protestante in cui ancora si trovava non le offriva un'alternativa a un secondo matrimonio. Secondo la biografia di Marcello Paradiso «amò molto il primo marito, si occupò fedelmente e maternamente del secondo per tutta la vita». Se nell'arco del primo matrimonio era incorsa in tre aborti spontanei, dovuti alle eccessive fatiche, il secondo non venne consumato, e Adrienne scriverà nel diario che la verginità, di cui fece voto, le era stata ridonata.

### Sodalizio con Balthasar
Nel 1940, colpita da un grave infarto, trascorre l'estate in ospedale. La debolezza cardiaca l'accompagnerà per il resto dell'esistenza, limitandola nei movimenti. Dopo la scomparsa di Dürr, Adrienne non era più riuscita a recitare il Pater Noster senza che le riuscisse insincera la supplica Fiat voluntas tua. In autunno ha un primo incontro con il teologo Hans Urs von Balthasar, mediato da un amico di entrambi: il critico letterario Albert Béguin. Balthasar le parla dei poeti Paul Claudel e Charles Péguy, che sta traducendo, e le spiega che col Pater ci si rende disponibili, nei confronti di Dio, «a essere assunti dalla sua opera e sempre impegnati in essa»; parole che sciolgono le esitazioni di Adrienne. Nello stesso anno, alla festa di Ognissanti, ella riceve il battesimo cattolico, mentre l'amico Béguin viene battezzato due settimane dopo, avendo la Speyr per madrina, e fungendo da padrino quando lei ottiene la confermazione, mentre la famiglia di Adrienne, scioccata dalla sua conversione, prende sul momento le distanze.

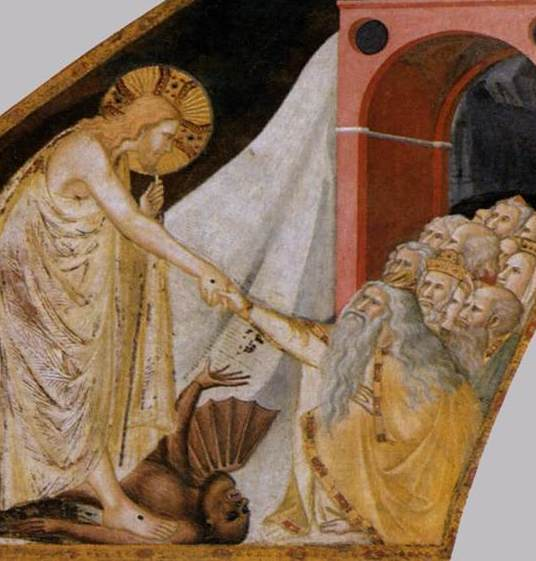
La Discesa agli inferi di Pietro Lorenzetti nella basilica inferiore ad Assisi. La Speyr, prima della conversione, andò nelle chiese italiane a pregare, e, nei suoi ultimi anni, trascorse lungo tempo a ricamare le immagini di Assisi.

A pochi mesi dal battesimo, ha luogo la prima delle sue "passioni", cioè il rivivere la passione di Gesù, che la mistica asserirà di sperimentare ogni anno durante la Settimana Santa, secondo quanto le avrebbe annunciato un angelo nella primavera del 1941, "Ora inizierà subito", con molta serietà e senza darle a intendere cosa l'aspettava. Ciascuna di tali esperienze, sempre cangianti fra loro, culminano per lei con la discesa all'inferno nel giorno del Sabato santo, e i loro resoconti, estratti dai diari della Speyr, verranno raccolti da Balthasar nel libro Croce e inferi. Questo testo ispirerà le pagine di Gloria (tomo VII, 1969) in cui Balthasar elabora la "teologia dei tre giorni", tematizzando poi nella TeoDrammatica (tomo V, 1983) una "dilatazione della speranza" fondata sul "subabbraccio" (Unterfassung) – concetto centrale nella riflessione di Balthasar come in quella della Speyr – che esprime l'amore trinitario di Dio, il quale, dopo la morte in croce, scende agli inferi per assumere su di sé il peccato, ovvero prenderlo (fassen) da sotto (unten) in sostituzione vicaria (Stellvertretung). Balthasar scrive in proposito che «il subabbraccio di tutti i peccati per mezzo dell'infinità dell'amore di Dio avvalora l'idea che il peccato, il male, dev'essere limitato e finito, e che troverà pure la sua fine nell'amore che lo abbraccia». Tale concezione escatologica, ripresa in un convegno del 1984 sulla figura di Adrienne von Speyr, causerà l'attribuzione a Balthasar della formula secondo cui "l'inferno esiste, ma è vuoto", benché egli preciserà di aver semplicemente affermato la liceità, già avvalorata da teologi antichi e moderni, di "sperare per tutti". Una speranza, quella nella redenzione di tutti, che è forte nella Speyr. Nelle sue visioni dell'inferno, costituite da un radicale vuoto, dove regna il nudo peccato senza il peccatore, ella pativa l'estremo senso di solitudine del Figlio "staccato" dal Padre, e attraversava gravi sofferenze fisiche, oltreché spirituali, palesate esteriormente da stigmate, della cui autenticità, cioè del fatto che non avessero matrice psicologica, Balthasar era convinto, come del resto era persuaso che Adrienne non ponesse "mai personalmente un limite al suo assumersi il dolore altrui". Le stigmate, che risalirebbero al 1942, si sarebbero in seguito rimarginate per preghiera di lei, angosciata al pensiero che, nonostante le fasce, i segni fossero visibili. Nel 1942 avrebbe inoltre udito, in preparazione a un'esistenza sul crinale tra la realtà mondana e quella celeste, la voce: "Tu vivrai in cielo e sulla terra" (Tu vivras au ciel et sur la terre), accompagnata da una luce che, trovandosi ella in automobile, sarebbe stata notata da un passante, preoccupato che la macchina della dottoressa stesse bruciando.
A partire dalla conversione della Speyr, Balthasar intrattiene con lei, per ventisette anni, uno stretto rapporto di collaborazione, vivendo per oltre quindici anni sotto il suo stesso tetto – dopo esser uscito dall'Ordine dei gesuiti dietro istruzione di Adrienne – e affermando in seguito di aver ricevuto, dal punto di vista teologico, più lui da lei che viceversa. L'11 febbraio 1950, infatti, Balthasar esce dall'Ordine e, superato un breve periodo in cui non può restare a Basilea per l'ostilità del vescovo, vive ospite dei coniugi Kaegi, dal 1956 in maniera stabile, occupando una stanza vicina a quella di Adrienne, nella stessa casa in cui si erano trasferiti i figli di Dürr, per i quali Kaegi era stato un padre adottivo. La mistica aveva desiderato morire, affinché al suo direttore spirituale fosse risparmiato l'allontanamento dalla Compagnia, ma egli le proibì tale pensiero, dichiarando successivamente, onde premunirsi dalle accuse di "credulità" verso le parole e le esperienze di lei, che «nessuno saprà mai quante prove tangibili della verità soprannaturale ho ottenuto. È come se si fosse voluto ficcare in testa a mazzate la verità. Una nuvola di testimoni, una vera pioggia di prove si è abbattuta su di me da tutte le parti. Visto dal di fuori, ciò che ho fatto o farò può apparire un azzardo. Ma dal di dentro non lo è mai stato. Tutto era sostenuto fin dall'inizio da una incredibile Grazia, e solo alcuni momenti di difficoltà sono stati duri da superare. Non ho mai avuto il minimo dubbio».
Sin dall'inizio del trentennio di collaborazione, Adrienne medita, al ritorno dall'ambulatorio, su qualche versetto biblico, e detta "ciò che vede" a Balthasar per circa mezz'ora, mentre il celebre teologo, che ha imparato apposta il metodo stenografico, annota scrupolosamente ogni parola, conscio che solo lui può farlo, poiché ella non riesce ad aprirsi di fronte a un'altra persona. Dal gennaio del 1943, per due anni, indica a Balthasar come realizzare il progetto di un istituto secolare, che lei chiama "il bambino", da porre sotto il segno dell'apostolo Giovanni: la Johannesgemeinschaft (Comunità di San Giovanni), fondata ufficialmente l'8 dicembre 1944 a Basilea. La Speyr scrive una buona fetta delle Regole della Comunità – pur precisando che queste non debbano essere fissate prima che siano trascorsi dieci anni, avvertendo: "Se volete impedire allo Spirito Santo di agire in una fondazione, cominciate con lo stabilire delle regole" – e tiene delle lectio, in particolare sul Vangelo secondo Marco, alle giovani che ne fanno parte. Al principio del 1941, infatti, la Madonna le avrebbe raccomandato di "prendersi cura delle ragazze" e delle loro vocazioni. Alcune conferenze vengono tenute da Romano Guardini, Henri De Lubac, Gertrud von Le Fort e altri amici di Balthasar.

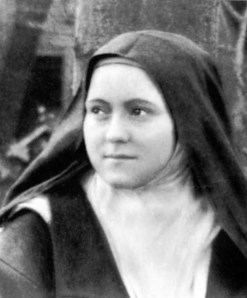
Teresa di Lisieux

Il 9 agosto 1945 Adrienne ha una lunga visione dell'Apocalisse di Giovanni, descritta a Balthasar e da questi riportata, sotto forma di commento biblico, come Meditazioni sulla rivelazione nascosta. Per poter dare alle stampe le opere della mistica, vista la difficoltà di trovare un editore ben disposto, Balthasar fonda nel 1947 la casa editrice Johannes Verlag, anch'essa intitolata al "discepolo che Gesù amava", la quale pubblica inoltre, nella traduzione in tedesco della Speyr, Storia di un'anima di Teresa di Lisieux (Theresia vom Kinde Jesus: Geschichte einer Seele. In neuer Übertragung von Adrienne von Speyr). Della santa del Bambin Gesù, Adrienne apprezza la ripulsa verso ogni forma di narcisismo e l'accoglimento delle grazie mistiche al fine di rimetterle umilmente al servizio della Chiesa. Dalla Pasqua del 1948 ella si considera a tal punto addentro alle realtà ultraterrene da domandarsi se il mondo sensibile sia veramente reale.

### Ultimi anni
(ultime parole di Adrienne von Speyr)
Dal 1950 le viene chiesto raramente di dettare, per via del suo progressivo peggioramento di salute, e nel 1953 la mole di scritti ha già raggiunto sessanta volumi; tuttavia ella si sente più che mai immersa nelle visioni divine, che desidera continuare a comunicare. Il diabete le produce un vistoso aumento di peso e problemi alla vista, mentre l'osteoartrosi le causa gravi difficoltà di locomozione, che nel 1954 la costringono a rinunciare a malincuore all'attività ambulatoriale. Nel 1955 i medici la considerano giunta alla fine, tanto da stupirsi che non muoia; in compenso ella afferma di sperimentare, sin dagli anni quaranta, una successione di "morti mistiche", attraverso cui rivive costantemente l'esperienza della morte, e di "viaggi", sia in luoghi santi, fra il silenzio dei conventi o laddove il Santissimo Sacramento attende una preghiera, sia fra le atrocità della guerra, immersa negli stati d'animo delle vittime come dei carnefici.
Nonostante il suo corpo sia esposto, per le precarie condizioni fisiche, a "tutti i registri del dolore", secondo la definizione di Balthasar, la mistica non disdegna anche atti di penitenza volontaria, che ritiene le siano indicati da Ignazio. Ad esempio, nel 1963, Balthasar parte in viaggio per una vacanza, ma si vede costretto a tornare dopo pochi giorni poiché Adrienne gli fa sapere per telefono che sono "richiesti molti atti di penitenza". Ritenendosi istruita, sin da giovane, alla penitenza corporale, ella rifiuta per sé i palliativi contro il dolore. Già ai tempi della scuola, oltre a infliggersi colpi con un oggetto, per "offrire" la sofferenza, inseriva nelle proprie scarpe alcune pietruzze che non avrebbe potuto togliere, altrimenti – pensava – "tutti domanderebbero: come mai sono entrate?"
Nel 1964 perde quasi completamente la vista, benché tenti ancora di scrivere da sé numerose lettere, che talvolta rimangono in bianco quando non le è possibile accorgersi della mancanza d'inchiostro. Avendo perduto, già prima della vista, la sensibilità ai piedi, non ha più modo di camminare, nemmeno tastando, sicché le occorre essere trasportata. Malgrado tutto, Adrienne non smarrisce mai, secondo Balthasar, la propria serenità, la fondamentale felicità – esprimente per lei l'autentico senso della vita – e l'umorismo. Ella ripeteva di aver provato del malumore solamente in un'occasione, durante l'arco dell'esistenza, quando s'era sfinita dopo aver guidato l'automobile per un'intera giornata. Sentendosi finalmente a un passo da Dio, l'espressione che caratterizza i suoi ultimi giorni diventa: "Com'è bello morire!" (Que c'est beau du mourir!), frase esclamata prima di ringraziare per ogni cosa, ripromettendosi di offrire aiuto dal cielo. Deceduta alla festa di Sant'Ildegarda, medica medievale che era stata da lei venerata, Adrienne viene sepolta nel giorno in cui avrebbe compiuto sessantacinque anni, con il simbolo trinitario apposto sulla propria tomba, scolpito da Albert Schilling.

## Pensiero

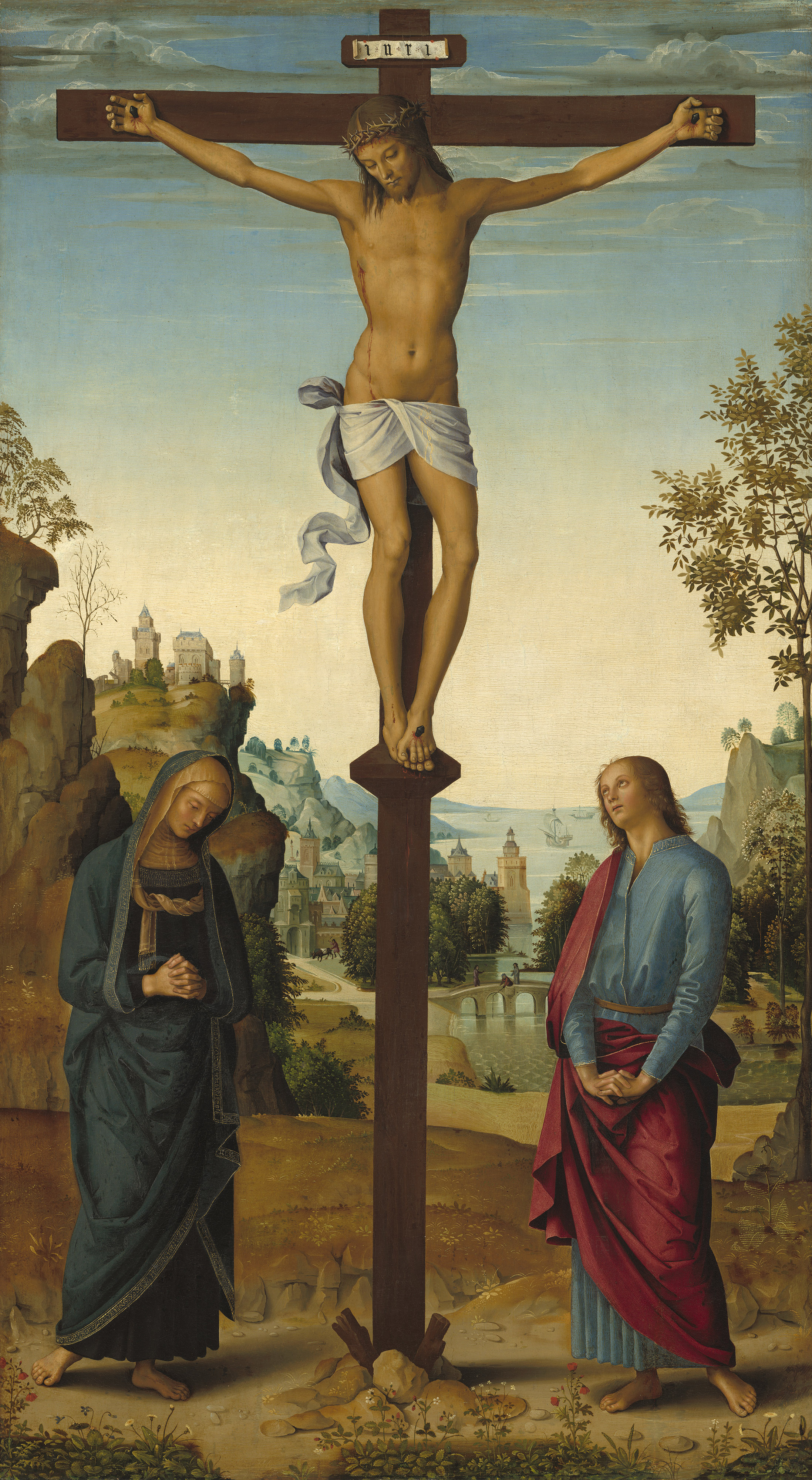
Giovanni e Maria alla Crocifissione (Perugino). «[Adrienne] aveva una predilezione per "il discepolo che Gesù amava" e lo vedeva come l'ultimo e il più profondo interprete del mistero di Gesù, dell'amore del Padre per il mondo, del ruolo dello Spirito Santo di introduttore perfetto nella luce piena della Rivelazione del Padre e del Figlio. Adrienne ha penetrato molto vivamente la profonda comunione di fede e di cuore tra la Madre di Gesù e il solo apostolo rimasto con lei ai piedi della croce. Ella vi vedeva l'origine verginale della Chiesa, di quella Chiesa che doveva essere affidata a Pietro». (Papa Giovanni Paolo II).

Fra le opere di Adrienne von Speyr, la parte più rilevante è costituita da commenti biblici, pubblicati per primi e con l'imprimatur ecclesiastico, poiché considerati validi, nel contenuto, a prescindere dalla misura in cui possano essere scaturiti da particolari carismi. Tali opere hanno origine dalla riflessione contemplativa di Adrienne, dalla sua preghiera, senza alcuna base di esegesi scientifica. Ella, ad esempio, non si pone affatto il dilemma se l'autore del Vangelo secondo Giovanni sia il medesimo dell'Apocalisse, ma assume come pacifico che gli scritti neotestamentari custoditi dalla tradizione sotto il nome dell'apostolo Giovanni siano effettivamente opera sua.
Nella Speyr è viva l'esigenza di ricondurre la contemplazione cristiana alla sua fonte biblica, nella convinzione che il mondo, espressione di Dio, risulti comprensibile solo tramite la parola di Dio. Ella ha così dato nuovamente al misticismo un ruolo centrale nella storia della salvezza, riscattando la mistica, a giudizio di Balthasar, «da un'esistenza nascosta, in cui viveva sempre di più incompresa, anzi disprezzata, bandita e ignorata dalla teologia ufficiale e dalla predicazione».
Il suo direttore spirituale evitò di far stampare le opere esplicitamente mistiche di Adrienne mentre questa era in vita, per non aggiungere preoccupazioni a lei e alla sua famiglia, cosicché esse vennero pubblicate successivamente, rispetto ai commenti biblici, nei dodici volumi degli Scritti postumi, e la divulgazione dell'Opera omnia ricevette a metà degli anni ottanta un'espressa approvazione papale. Dopo la morte di lei, Balthasar definì l'opera complessiva di Adrienne "molto più importante" della propria, nella persuasione che, allorché i volumi postumi fossero giunti a pubblicazione, i lettori avrebbero ringraziato Dio "perché ha donato tali grazie anche nel nostro momento ecclesiale".

### Mistica trinitaria
Il mistero della Trinità cristiana può dirsi il cuore delle riflessioni, nonché delle visioni, di Adrienne von Speyr, a partire dalla sua opera principale, San Giovanni. Esposizione contemplativa del suo Vangelo, un commento in quattro tomi al Vangelo secondo Giovanni. Nel primo volume ella descrive la profusione d'amore del Padre verso il Figlio, ovvero la kenosis attraverso la quale il Padre si dona, svuotandosi, al Figlio. Lo Spirito Santo è questo legame d'amore fra Padre e Figlio, che, per mezzo di una seconda kenosis, vede il Figlio incarnarsi, subendo l'abbandono in croce e negli inferi, per redimere il creato e riconciliarlo col Padre. Non permettendo che il "no" sia l'ultima parola dell'uomo, il Figlio attraversa il rifiuto dell'essere umano, l'inferno, per annunziarvi il "sì" di Dio. I due volumi di Croce e inferi, in cui sono raccolte le esperienze vissute dalla Speyr nelle Settimane Sante dal 1941 al 1965, mostrano, secondo il teologo Elio Guerriero, che «se l'inferno è talmente reale da provocare dolore e sofferenze (per cui è assurdo parlare della sua inesistenza) è anche vero che, avendolo Cristo attraversato e sconfitto con la sua morte obbediente, possiamo fondatamente sperare che esso sia vuoto». Tali esperienze della Settimana Santa costituiscono, a detta di Balthasar, «il più grande regalo teologico che Adrienne von Speyr ha ricevuto da Dio e lasciato in eredità alla Chiesa» e indicano come gli stessi inferi, di cui il Padre consegna le chiavi al Figlio, rappresentino il luogo di un evento trinitario. Adrienne vi patì in maniera tanto seria e "reale" da non lasciare che si parli di mera inesistenza dell'inferno, o di apocatastasi quale teoria sistematica, tuttavia, dall'atto estremo del Sabato santo, compiuto dal Figlio per obbedienza al Padre, risulta viepiù giustificato che la speranza prevalga sul timore.
Nel commentare l'incipit del Vangelo secondo Giovanni (1,1: "In principio era il Verbo...") la Speyr afferma che, se l'essenza di Dio è trinitaria, essa è costituita da amore, poiché l'amore è l'essenza della relazione fra persone, non un suo risultato. In altre parole, l'amore non va inteso come una semplice metafora per illustrare il rapporto fra le persone della Trinità, giacché esso è l'essenza del mistero trinitario – le cui ipòstasi "non hanno l'amore, ma sono l'amore" – e il fondamento di ogni qualità divina, come già sostenuto da Bonaventura e altri Dottori della Chiesa. L'essenza di Dio non è statica, bensì continuamente dinamizzata dallo Spirito Santo, il quale rappresenta un "eterno più" che mantiene in costante rinnovamento la relazione fra Padre e Figlio. In quest'ottica, la mistica trinitaria della Speyr non punta a un'unione o fusione invariabile con Dio, né a un distacco dal mondo, quanto a una partecipazione contemplativa al dinamismo amorevole che lega il Verbo incarnato, ovvero il Figlio, al Padre.
Il rapporto d'amore fra Padre e Figlio è indicativo, secondo la Speyr, di come alcuni sacramenti siano mossi da un intento educativo di Dio verso i suoi figli. Uno dei tasselli più originali della riflessione speyriana è, difatti, la concezione trinitaria della confessione, che vede Dio posto innanzi a sé stesso, cioè di fronte al Figlio, in assoluta trasparenza. Nella loro relazione dinamica, Padre e Figlio comunicano a vicenda, l'uno la gioia di rivelare, l'altro la fiducia di accogliere. Il Figlio desidera trasmettere all'umanità questa apertura del Padre, perciò istituisce il sacramento della confessione, affinché gli uomini si pongano in trasparenza innanzi a Dio, e accusino quanto li divide da lui, ovverosia il peccato, ricevendo la consolazione della misericordia divina.
Approdata al cattolicesimo proprio nella ricerca di una esperienza più viva della penitenza sacramentale, Adrienne descrive ne La confessione come il peccatore debba portare alla luce le proprie colpe, mai completamente scindibili dai peccati del mondo, per ottenere l'assoluzione, poiché Gesù ha preso su di sé le colpe dell'uomo, onde far sì che il Padre le perdonasse.
Ella dettava abitualmente nella propria lingua madre, il francese, lasciando a Balthasar il compito di tradurre in tedesco, conservando talora fra parentesi i termini francesi più caratteristici. Tuttavia, Adrienne coniò anche un'espressione tedesca, Beichthaltung (atteggiamento di confessione), per indicare l'attitudine decisiva del cristiano, ispirata all'assoluta trasparenza del Figlio nei riguardi di Dio. Nel Trattato del purgatorio, secondo Balthasar teologicamente superiore all'omonima opera di Caterina da Genova, la Speyr spiega lo stato del purgatorio come un trovarsi in confessione verso il Signore, in maniera penosa e implacabile, finché l'anima viene mondata da ogni egoismo, compreso il daffare per la propria salvezza personale, onde preoccuparsi unicamente che Dio non riceva più l'offesa del peccato, non importa chi sia a commetterlo. L'anima liberata sarà pronta a penare ancora, per espiare le colpe del mondo, sviluppando così gli stessi sentimenti del Redentore, sì da salire in cielo con lui.

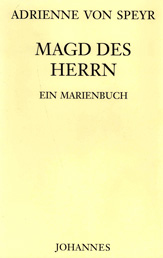
L'ancella del Signore (Magd des Herrn, 1948), uno dei primi libri editi da Johannes

### Mistica mariana
L'opera di Adrienne von Speyr è pervasa da un "atteggiamento fondamentale", come lo definisce Balthasar, ispirato all'assenso mariano. Il fiat pronunciato da Maria (Luca 1,38: "mi sia fatto secondo la tua parola") rappresenta la sintesi perfetta tra obbedienza e carità – tra la carità di Giovanni e l'obbedienza di Ignazio – poiché manifesta la volontà di essere unicamente al servizio di Dio. Ne L'ancella del Signore Adrienne descrive l'umiltà di tale consenso, costituito di pura trasparenza: tutta la luce rimane su Dio e non cade su Maria, che si rende semplicemente disponibile nella lontananza-da-sé-stessa (effacement). La concezione speyriana della mistica sta precisamente qui: una missione per la Chiesa, la cui forma interiore è il "sì" di Maria, nella dimenticanza di sé, per lasciare spazio alla parola di Dio. Come si evince anche dallo scritto Teoria della mistica, è un misticismo anti-psicologico, in quanto esclude ogni riflessione su di sé, che ne sminuirebbe la portata "oggettiva", mentre assume il ruolo di carisma ecclesiale, cioè al servizio della Chiesa. In proposito è degno di nota, osserva Balthasar, che, quando Adrienne gli comunicava un "incarico", dopo averlo affidato «il problema per lei era del tutto finito, tanto che la maggior parte delle volte spariva completamente dalla sua coscienza. Non si ricordava ciò che stava nei suoi libri e non le sarebbe mai venuto in mente di cercarvi una parola».
La scelta di dettare – anziché scrivere di proprio pugno – la gran parte delle opere, si colloca in tale prospettiva: offrirsi come vaso che accolga oggettivamente la Parola, la quale è tuttavia oltre il linguaggio umano, per consegnarla alla Chiesa affinché la renda comunicabile a tutti, senza il filtro soggettivo di uno stile personale. È questo, del resto, il valore dell'indiferencia prescritta da Ignazio negli Esercizi spirituali: disponibilità a rendersi pieno strumento di Dio, seguendo l'esempio della madre del Signore, il cui assenso è indicativo della trasparenza richiesta al cristiano nell'atteggiamento di confessione.
In una visione, Maria l'avrebbe invitata ad "apprendere, soffrire, progredire" (apprendre, souffrir, progresser), ovverosia a un lungo cammino di conoscenza e dolore, per sviluppare amore e condivisione verso l'intera umanità, nel tentativo – Adrienne apprezzava la semplice parola "tentare" – di spingersi avanti, nella piena adesione al piano di Dio, per volgersi al mondo dal punto di vista del cielo: tale è lo scopo della vita contemplativa. Per lei, scrive il teologo Wilfrid Stinissen, è certo significativo che il Vangelo giovanneo testimoni della «mistica unione di Maria e Giovanni, quando Gesù li affida l'una all'altro sotto la croce (cf. 19,25-27). [...] Dal loro connubio risulta la Chiesa che è concretamente sia carismatica che apostolica».
In Maria nella redenzione ella illustra come l'Immacolata Concezione della Madonna, cioè il suo essere nata libera dal peccato originale, e il suo carattere di Sponsa Verbi rivelino la valenza universale della sua elezione: Maria è "pre-redenta" e quindi "co-redentrice", in quanto rappresenta una personale garanzia della redenzione umana dal peccato, ed è insieme un'immagine della Chiesa nascente.

### Mistica ecclesiale
(Antonio Sicari, da La vita trinitaria e la preghiera)

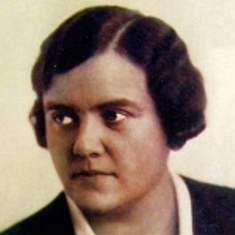
Adrienne von Speyr

La preghiera è il centro della vita trinitaria: ciascuna delle tre persone vede nell'altra il "sempre maggiore", ossia Dio, il Deus semper maior, come lo concepirono i Padri greci, Anselmo e Ignazio. In questa adorazione reciproca, la relazione trinitaria si fa preghiera; il primo capitolo de Il mondo della preghiera è difatti intitolato: "La preghiera nella Trinità". Ogni autentica orazione umana partecipa di tale preghiera originaria, traendo linfa vitale dal mistero trinitario. Il Figlio è in eterno dialogo col Padre nella preghiera, e chi lo segue ha per suo tramite accesso al Padre, ovvero alla vita eterna. Le porte della vita eterna costituisce altresì il titolo di una successiva opera dell'autrice.
L'essenziale compito ecclesiale della Speyr è appunto, noterà Balthasar, di vivificare la preghiera, sia comunitaria sia individuale. Per questa ragione ella intese far conoscere il "mondo della preghiera" anche attraverso le proprie visioni dei santi, misticamente colti da Adrienne nel loro atteggiamento orante, descritto nel Libro di tutti i santi, presentando poi in maniera simile alcune figure veterotestamentarie nel libretto La missione dei profeti.
Il valore sempre più grande, rispetto alle realtà terrene, delle verità celesti, è mostrato inoltre dalle parabole del Vangelo, ove Gesù si serve di racconti dal contenuto familiare, e di richiami alla vita campestre, per illustrare la natura ultraterrena del Regno dei Cieli, con immagini che rivelano all'uomo il significato sempre maggiore della parola di Dio nei confronti del linguaggio umano. Ne L'uomo di fronte a Dio, l'autrice delinea la Chiesa come "la porta aperta per il mondo", che incarna il luogo, accessibile a tutti, dell'incontro fra il tempo e l'eterno. Essa è "officina di Dio", situata sulle strade del mondo, al lavoro per forgiare l'uomo ecclesiale.
Propagare la santità è, per lei, la funzione principale della Chiesa, fondata da Cristo per espandere il riflesso dell'universale luce divina; di qui la connotazione ecclesiologica di cattolicità, intimamente animata dalla comunione dei santi. Questi, ancorati all'essere "sempre più" di Dio, non rimangono immobili in cielo, bensì partecipano al divenire della Chiesa, conservando il loro carattere libero e umano, diversamente dalla concezione neoplatonica che li priverebbe di individualità e "imperfezione". Adrienne avrebbe ad esempio assistito a una discussione, in paradiso, fra Paolo e Ignazio, in dissenso fra loro: ella gli chiede di andare a dibattere altrove, ma Ignazio le risponde che si trovano là affinché lei possa imparare.

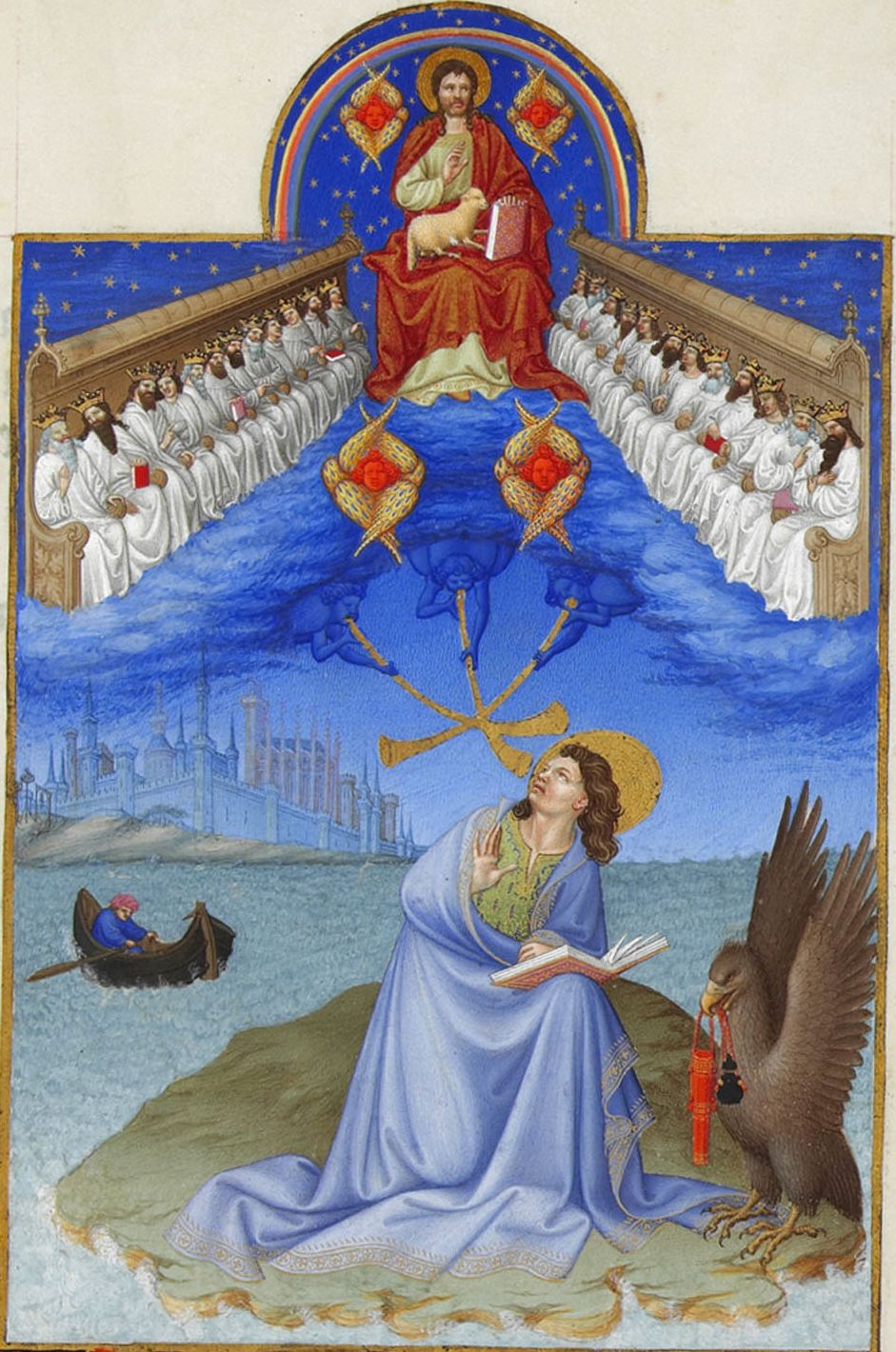
Tempera dei fratelli Limbourg raffigurante una scena dell'Apocalisse, dove si parla di "coppe d'oro colme di profumi, che sono le preghiere dei santi"

I santi non vanno "copiati", né sarebbe possibile farlo, ma si può apprendere da loro, che sono come "strascico della madre di Dio", cosa significhi acconsentire umilmente alla volontà del Signore, adempiendo a una missione che viene da Dio, anziché seguendo un programma che ci si è stabiliti da sé.
Papa Giovanni Paolo II accosterà la figura di Adrienne, rivelatrice dell'«azione misteriosa e impressionante del Signore in un'esistenza umana assetata di Lui», al misticismo renano-fiammingo del XIII e XIV secolo. Secondo la filosofa Paola Ricci Sindoni, le visioni della Speyr, come quelle della fiamminga Hadewijch, mostrano «l'estrema dinamicità del movimento di vita impressa dall'amore trinitario, [...] capace di superare il cammino intenzionale di ascesi dell'anima verso una figura statica e univoca di Dio, secondo il modello neoplatonico», aprendo invece «ad un evento relazionale giustificato e garantito dall'alterità della Parola».
Ella aveva infatti a cuore i monasteri di vita contemplativa, che considerava "riserve inesauribili di preghiera della Chiesa", tanto da mobilitarsi, attraverso una grande spesa, affinché uno di essi, situato in una zona malfamata di Roma, potesse essere ricostruito fuori città.

### Mistica numerica
A partire dal suo dettato de L'Apocalisse, Adrienne elaborò una mistica dei numeri, di cui si ritrovano vari elementi nei diari e soprattutto nel libro La rete da pesca, che offre una particolare interpretazione del numero "153", corrispondente ai pesci nella rete di Pietro, rimasta integra (Giovanni 21,11: "Simon Pietro salì nella barca e trasse a terra la rete piena di centocinquantatré grossi pesci. E benché fossero tanti, la rete non si spezzò").
Se le cifre fino a 10 concernono Dio – con la parziale eccezione del 5, che rappresenta la Madonna – i successivi numeri primi corrispondono a nomi di santi, a partire da Ignazio (11), Paolo (13), Francesco (17), ecc., sino ad arrivare a Pietro (151, ultimo numero primo) e alla santità complessiva della Chiesa (153). La scelta dei nomi non pretende di essere esaustiva, ma lascia intendere che essi sono rappresentativi anche degli altri santi, e che ogni numero primo indica una missione "indivisibile", precisa, adeguatamente corrisposta da chi la ricevette. «Il Corpo mistico di Cristo non si fonda su principi astratti», spiega Balthasar, «ma su persone concrete, che hanno missioni, o su missioni che sono personali». In tale ottica la nozione di "missione" è tutt'uno con quella, teologicamente intesa, di "persona". Fra terra e cielo vi è un accordo perfetto, e l'inesauribile struttura numerica della Gerusalemme celeste è espressiva dell'infinita carità divina, così come lo è la struttura visibile della Chiesa terrena.

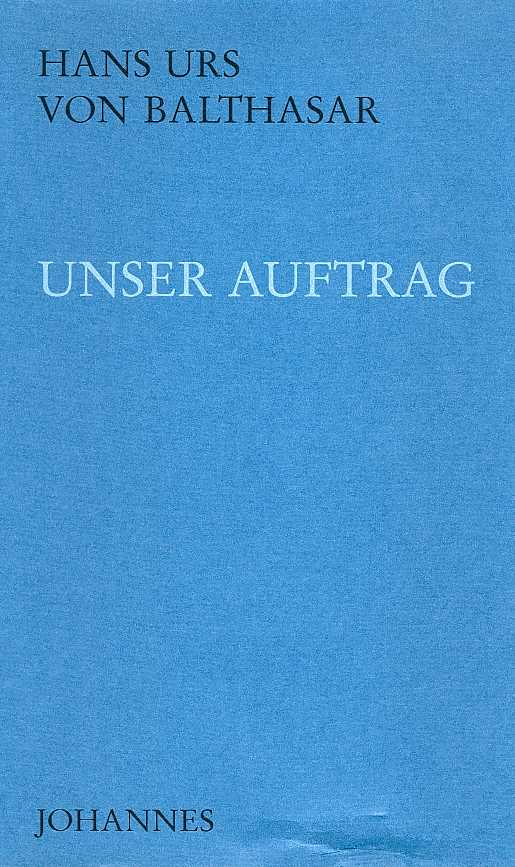
Il nostro compito (Unser Auftrag, 1984) si apre con la frase: «Questo libro ha soprattutto uno scopo: impedire che dopo la mia morte venga fatto il tentativo di separare la mia opera da quella di Adrienne von Speyr»

L'11, identificato col Deus semper maior di Ignazio (1 — 1, che rappresenta anche la nudità di Dio di fronte a quella dell'essere umano) è il numero dei capitoli di molte opere di Adrienne, la quale incominciava a dettare tali scritti premurandosi di definire in breve tempo i titoli degli undici capitoli che avrebbe dovuto avere il libro, e talvolta Balthasar le rammentava nel corso del dettato il titolo che lei aveva stabilito per il capitolo a seguire.

### Unità di pensiero con Balthasar
(H.U. von Balthasar)
Quando la conobbe, il suo direttore spirituale aveva già maturato un chiaro orientamento, che si può definire propedeutico a tale incontro. Lo studio di Goethe lo aveva persuaso dell'esigenza di una forma precisa nella quale concretare la realtà percepita, mentre Erich Przywara era stato il tramite del suo approccio a una vivace scolastica e al concetto di analogia entis. Se grazie a Claudel egli si era entusiasmato alla passione cosmica in chiave cattolica, de Lubac aveva favorito il suo avvicinamento al desiderio origeniano di salvezza universale.
La Speyr ha offerto un contributo importante alla concezione balthasariana di una santità da viversi nella Chiesa, e soprattutto alla meditazione della discesa agli inferi, con la conseguente estensione del messaggio di salvezza, nell'idea che l'inferno sia – più che un luogo – una condizione di allontanamento da Dio, sperimentata da Cristo più che da chiunque altro. Del resto Balthasar ha sottolineato come i teologi possano trattare i misteri unicamente con speranza fiduciosa, e non per assiomi.
Nel libro Il nostro compito egli ha illustrato gli apporti di Adrienne al proprio pensiero, precisando anzitutto come esso sia inseparabile dall'opera e dal pensiero di lei. Tale unità fra le due opere è stata rimarcata da papa Benedetto XVI, il quale, citando l'influenza di Antonio abate su Atanasio, di Francesco su Bonaventura e di Domenico su Tommaso, ha affermato: «Hans Urs von Balthasar è impensabile senza Adrienne von Speyr. Credo che si possa dimostrare come in tutte le figure dei grandi teologi sia possibile una nuova evoluzione teologica solo nel rapporto tra teologia e profezia. Finché si procede solo in modo razionale, non accadrà mai nulla di nuovo».

## Opere
Adrienne von Speyr è autrice di oltre sessanta libri; di seguito si riporta un prospetto delle opere pubblicate, con indicata la prima edizione in lingua italiana, quando esistente, ed eventuali edizioni di rilievo.
Opere scritte
- Christiane. Lettere sull'amore e il matrimonio (Christiane. Briefe über Liebe und Ehe, 1947).[132]
- Dalla mia vita. Autobiografia dell'età giovanile (Aus meinem Leben. Fragment einer Autobiographie, 1968), Jaca Book, 1989. ISBN 88-16-30173-2.
- Aforismi (Lumina und Neue Lumina, 1969)
Lumina and New Lumina, Ignatius, 2008. ISBN 978-1-58617-222-0.
- Medico e paziente (Arzt und Patient, 1983).

Opere dettate
- Il discorso della montagna. Riflessioni su Matteo 5/7 (Die Bergpredigt. Betrachtungen über Matthäus 5-7, 1948).
- L'ancella del Signore: Maria (Magd des Herrn, 1948), Jaca Book, 1986. ISBN 88-16-30131-7.
- San Giovanni. Esposizione contemplativa del suo Vangelo (Johannes, 4 voll., 1948-1949), Jaca Book, 1982 (vol. 1). ISBN 88-16-30124-4.
- La lettera agli Efesini (Kinder des Lichtes. Betrachtungen über den Epheserbrief, 1949)
The Letter to the Ephesians, Ignatius, 1996. ISBN 978-0-89870-570-6.
- L'Apocalisse. Meditazioni sulla rivelazione nascosta (Die Apokalypse. Betrachtungen über die geheime Offenbarung, 2 voll., 1950), Jaca Book, 1983. ISBN 88-16-30102-3.
- Il mondo della preghiera (Die Welt des Gebetes, 1951), Jaca Book, 1982.
- La lettera ai Filippesi (Dienst der Freude. Betrachtungen über den Philipperbrief, 1951).
- Il mistero della morte (Das Geheimnis des Todes, 1953), Centro ambrosiano, 2011. ISBN 978-88-8025-820-9.
The Mystery of Death, Ignatius, 1988. ISBN 0-89870-204-6.
- La missione dei profeti (Die Sendung der Propheten, 1953), Jaca Book, 2003. ISBN 88-16-30401-4.
- Le porte della vita eterna (Die Pforten des ewigen Lebens, 1953)
The Gates of Eternal Life, Ignatius, 1983. ISBN 0-89870-025-6.
- Lettera ai Romani, cap. 8 (Der Sieg der Liebe. Betrachtung über Römer 8, 1953)
The Victory of Love: A Meditation on Romans 8, Ignatius, 1990. ISBN 978-0-89870-304-7.
- E seguirono la sua chiamata. Vocazione e ascesi (Sie folgten seinem Ruf. Berufung und Askese, 1955), Centro Ambrosiano, 2010. ISBN 978-88-8025-774-5.
They Followed His Call: Vocation and Asceticism, Ignatius, 1986. ISBN 978-0-89870-100-5.
- Il Dio senza confini (Der grenzenlose Gott, 1955), Morcelliana, 1976.
- Il volto del Padre. Meditazioni teologiche (Das Angesicht des Vaters, 1955), Morcelliana, 1975.
The Countenance of the Father, Ignatius, 1997. ISBN 978-0-89870-620-8.
- La luce e le immagini. Elementi della contemplazione (Das Licht und die Bilder. Elemente der Kontemplation, 1955), Jaca Book, 1995. ISBN 88-16-30290-9.
- La prima lettera ai Corinti (Der erste Korintherbrief, 1956).
- Gli stati di vita del cristiano (Christlicher Stand, 1956)
The Christian State of Life, Ignatius, 1986. ISBN 978-0-89870-044-2.
- Diciotto salmi (Achtzehn Psalben, 1957).
- La lettera ai Colossesi (Der Kolosserbrief, 1957)
The Letter to the Colossians, Ignatius, 1998. ISBN 978-0-89870-661-1.
- Parole della Croce e Sacramenti. Meditazioni teologiche (Kreuzeswort und Sakrament, 1957), Morcelliana, 1976.
The Cross: Word and Sacrament, Ignatius, 1983. ISBN 978-0-89870-021-3.
- Diciotto salmi (Achtzehn Psalmen, 1957).
- Passione secondo Matteo (Passion nach Matthäus, 1957).
- Isaia. Spiegazione di testi scelti. Con un'appendice alle visioni di Daniele (Isaias. Erklärung ausgewählter Texte. Mit einem Anhang zu den Visionen Daniels, 1958).
- La confessione (Die Beichte, 1960), Jaca Book, 1978.
- Le lettere cattoliche (Die Katholischen Briefe, 2 voll., 1961).
- Esperienza di preghiera (Gebetserfahrung, 1965), Jaca Book, 1974. 2ª ed., 1990. ISBN 88-16-30183-X.
- Croce e inferi (Kreuz und Hölle, 2 voll., 1966-1972).
- Il libro dell'obbedienza (Das Buch vom Gehorsam, 1966), Messaggero, 1983. ISBN 88-7026-481-5.
- Il libro di tutti i santi (Das Allerheiligenbuch, 1966)
Book of All Saints, Ignatius, 2008. ISBN 978-1-58617-192-6.
- Il mistero della giovinezza (Geheimnis der Jugend, 1966).
- L'uomo di fronte a Dio (Der Mensch vor Gott, 1966), Jaca Book, 1977. 2ª ed., 1991. ISBN 88-16-30217-8.
Man Before God, Ignatius, 2009. ISBN 978-0-89870-882-0.
- Le parabole del Signore (Gleichnisse des Herrn, 1966), Jaca Book, 2008. ISBN 978-88-16-30459-8.
- Affermazioni su sé stessa (Aussagen über sich selbst, in Erster Blick auf Adrienne von Speyr, 1968)
Statements of Adrienne von Speyr about herself, in First Glance at Adrienne Von Speyr, Ignatius, 1981. 2ª ed., 1986. ISBN 978-0-89870-003-9.
- Preghiere (Gebete, in Erster Blick auf Adrienne von Speyr, 1968).
Prayers, in First Glance at Adrienne Von Speyr, op. cit.
- La rete da pesca (Das Fischernetz, 1969).
- Teologia del sesso (Theologie der Geschlechter, 1969).
- La parola e la mistica (Das Wort und die Mystik, 2 voll., 1970).
- Marco (Markus. Betrachtungspunkte für eine Gemeinschaft, 1971)
Mark: Meditations on the Gospel of Mark, Ignatius, 2012. ISBN 978-1-58617-776-8.
- Elia (Elija, 1972)
Elijah, Ignatius, 1990. ISBN 978-0-89870-270-5.
- Giobbe (Job, 1972).
- Il Cantico dei cantici (Das Hohelied, 1972).
- La Creazione (Die Schöpfung, 1972).
- Ignazio di Loyola (Ignatius von Loyola, 1974).
- Diario (Erde und Himmel. Ein Tagebuch, 3 voll., 1975-1976).
- Tre donne e il Signore (Drei Frauen und der Herr, 1978), Jaca Book, 1983.
Three Women and the Lord, Ignatius, 1986. ISBN 978-0-89870-059-6.
- Maria nella redenzione (Maria in der Erlösung, 1979), Jaca Book, 2001. ISBN 88-16-30376-X.
- La santa messa (Die heilige Messe, 1980)
The Holy Mass, Ignatius, 1999. ISBN 978-0-89870-730-4.
- La Passione dall'interno (Passion von innen, 1981)
The Passion from Within, Ignatius, 1998. ISBN 0-89870-594-0.
- Con Dio e con gli uomini. Preghiere (Bei Gott und bei den Menschen. Gebete, 1992). ISBN 978-3-89411-313-1.
With God and with Men: Prayers, Ignatius, 1995. ISBN 978-0-89870-563-8.